# 李元忠
李 元忠（り げんちゅう、486年 - 545年）は、北魏から東魏にかけての官僚・軍人。本貫は趙郡柏人県。李瑾の従弟。

## 経歴
北魏の安州刺史の李顕甫（李霊の子の李恢の子）の子として生まれた。父の平棘子の爵位を継いだ。清河王元懌が司空となると、元忠は召されて士曹参軍となった。元懌が太尉に転じると、元忠は長流参軍となった。元懌が後に太傅となるとまもなく、営構明堂大都督となり、元懌の下で主簿となった。母の喪にあって辞職した。安楽王元鑑が府司馬となるよう要請してきたが、元忠は喪中を理由に固辞して受けなかった。
永安元年（528年）、南趙郡太守に任じられたが、酒びたりで治績を挙げることがなかった。永安3年（530年）、爾朱兆が洛陽に入り、孝荘帝が幽死すると、元忠は官を棄てて家に帰った。普泰元年（531年）、高歓が河北に進出すると、元忠はこれを迎えた。露車に乗り、箏と濁酒を抱えて高歓と面会し、軍政の策を進言すると、高歓に気に入られた。6月、元忠は人々を集めて西山で爾朱羽生を捕らえて斬った。そこで行殷州事に任じられた。8月、爾朱兆が兵2万を率いて井陘に進出し、殷州を攻め落とすと、元忠は城を棄てて信都に逃げ帰った。中興元年（同年）、中軍将軍・衛尉卿となった。中興2年（532年）、太常卿・殷州大中正に転じた。後に従兄の李瑾が年長であるという理由で、中正の位を譲った。まもなく征南将軍を加えられた。孝武帝が高歓の長女を皇后に迎えるため、元忠と尚書令元羅を晋陽に迎えに行かせた。高歓と元忠は面会すると、宴席でふざけあった。高皇后を送ったとき、元忠は晋沢で落馬して重傷を負い、一時は危篤に陥った。高歓は元忠を親しく見舞い、晋陽県伯に封じた。後に小さな過失で官を失った。ときに朝廷の人々は分裂の危機に猜疑しあった。斛斯椿らは、元忠が世俗の利益に対して淡泊で、世事に長けていなかったので、無害な人物とみなして利用しようとした。そこで中書令として返り咲いた。
天平元年（534年）、東魏が建てられると、太常となった。後に驃騎将軍を加えられた。天平4年（537年）、使持節・光州刺史に任じられた。光州は災害のため食糧が足りなかったので、元忠は上表して貸しつけのための食糧を求め、秋を待って回収しようとした。1万石を用立てて、元忠は万石給人と呼ばれたが、一家あたり1升1斗給されるだけで、虚名のみの実効性のない政策であった。そこで結局15万石を放出することとなった。元忠は不首尾を上に報告して陳謝したが、朝廷は責めなかった。興和4年（542年）、侍中に任じられた。
元忠は大任をまかされても、懐に金は持たず、常に酒に酔っていた。家政や家事には関心を持たず、庭の中の種や果実を薬として、連日の宴会や音楽の演奏を楽しんだ。武定元年（543年）、東徐州刺史に任じられたが、固辞して受けなかった。そこで驃騎大将軍・儀同三司の位を受けた。高澄にもその見識を嘉されて重んじられた。ときに孫騰と司馬子如が元忠のもとを訪れたが、樹の下に座って酒を飲み、庭も家屋も荒れ果てていた。その妻を呼び出すと、衣が地を曳かない姿であった。二公は嘆息して去り、大量の米や絹の衣服を贈ったが、元忠は受けとったものを人に分け与えてしまった。武定3年（545年）、本官のまま衛尉卿を領知した。その年のうちに60歳で死去した。使持節・都督定冀殷幽四州諸軍事・大将軍・司徒・定州刺史の位を追贈され、諡を敬恵といった。
子の李搔（字は徳況）が後を嗣ぎ、河内郡太守・尚書儀曹郎を歴任した。

## 伝記資料
- 『北斉書』巻22 列伝第14
- 『北史』巻33 列伝第21